# NGC 6807
NGC 6807 (другое обозначение — PK 42-6.1) — планетарная туманность в созвездии Орёл.
Этот объект входит в число перечисленных в оригинальной редакции «Нового общего каталога».